# Torneo WTA de Shenzhen 2014
El Shenzhen Gemdale Open 2014 fue un evento de tenis WTA International en la femenina. Se disputó en Shenzhen (China), en cancha dura al aire libre, haciendo parte de un par de eventos que hacen de antesala al Abierto de Australia 2014, entre el 30 de diciembre del 2013 y el 5 de enero de 2014 en los cuadros femeninos de singles y dobles, pero la etapa de clasificación se disputó desde el 28 de diciembre.

## Cabezas de serie

### Individuales femeninos
| Tenista           | Ranking | Preclasificada |
| Na Li             | 3       | 1              |
| Sara Errani       | 7       | 2              |
| Klára Zakopalová  | 35      | 3              |
| Bojana Jovanovski | 36      | 4              |
| Peng Shuai        | 42      | 4              |
| Zhang Shuai       | 52      | 6              |
| Jie Zheng         | 53      | 7              |
| Annika Beck       | 58      | 8              |

### Dobles femeninos
| Tenista                             | Ranking | Preclasificada |
| Shuai Zhang Saisai Zheng            | 95      | 1              |
| Tímea Babos Petra Martić            | 123     | 2              |
| Irina Buryachok Oksana Kalashnikova | 125     | 3              |
| Chan Yung-jan Janette Husárová      | 139     | 4              |

## Campeonas

### Individuales femeninos
Na Li venció a  Shuai Peng por 6-4, 7-5

### Dobles femenino
Monica Niculescu /  Klára Zakopalová vencieron a  Lyudmyla Kichenok /  Nadiya Kichenok por 6-3, 6-4